# Polepie (gmina Niemież)
Polepie (lit. Paliepiai) – wieś na Litwie, w okręgu wileńskim, w rejonie wileńskim, w gminie Niemież.

## Historia
Pod zaborami folwark i majątek ziemski; w II Rzeczypospolitej dwa folwarki. W XIX i w początkach XX w. położone było w Rosji, w guberni wileńskiej, w powiecie wileńskim, w gminie Rudomino. Należało do dóbr kościelnych, następnie znacjonalizowane, zostało własnością skarbu państwa.
Po I wojnie światowej pod administracją polską, w Zarządzie Cywilnym Ziem Wschodnich. W latach 1920–1922 w składzie Litwy Środkowej.
Od 11 kwietnia 1922 leżało w Polsce, w województwie wileńskim, w powiecie wileńsko-trockim, w gminie Rudomino. W 1931 miejscowość liczyła:
- Polepie I – 8 mieszkańców, zamieszkałych w 1 budynku,
- Polepie II – 12 mieszkańców, zamieszkałych w 2 budynkach[3].

Po II wojnie światowej w granicach Związku Sowieckiego. Od 1991 na niepodległej Litwie.